# Associazione Calcistica Perugia Calcio 2019-2020
Questa voce raccoglie le informazioni riguardanti l'Associazione Calcistica Perugia Calcio nelle competizioni ufficiali della stagione 2019-2020.

## Stagione

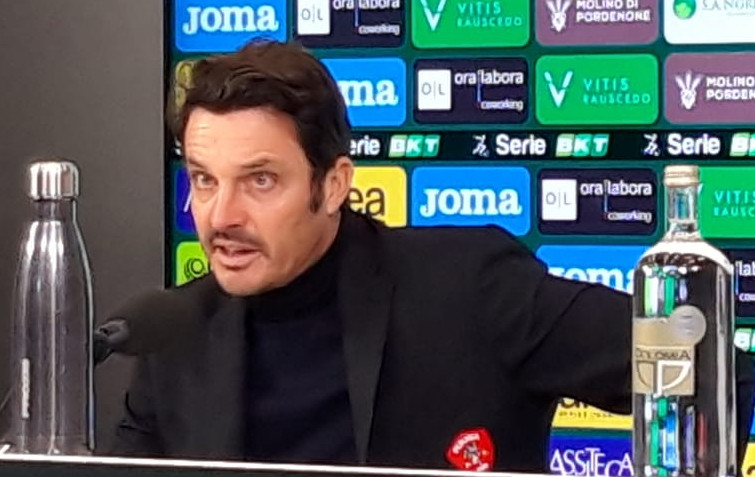
Il tecnico Massimo Oddo

Per la stagione 2019-2020 a Perugia dopo il divorzio da Alessandro Nesta, nell'estate 2019 la società affida la guida tecnica della squadra a Massimo Oddo. I primi impegni ufficiali di Coppa Italia segnano le vittorie contro Triestina e Brescia. A dicembre nel quarto turno viene superato il Sassuolo, negli ottavi di finale il Perugia viene battuto ed eliminato (2-0) dal Napoli. 
In campionato il Perugia chiude il girone di andata con 27 punti in sesta posizione, in corsa per i Play-off. La dirigenza decide di sollevare il tecnico dall'incarico, passando la panchina a Serse Cosmi, la squadra biancorossa si disunisce e nel girone di ritorno ottiene solo 18 punti. Il finale di campionato è drammatico, dal 10 marzo al 16 giugno non si gioca, il torneo viene sospeso per la pandemia da Covid-19, quando si riprende si gioca a porte chiuse. Al termine del campionato il Perugia ha 45 punti, quart'ultimo con il Pescara, con il quale deve giocarsi il Play-out per evitare la retrocessione, ma c'è un ricorso del Trapani, per due punti di penalità inflitti ai siciliani, che senza penalizzazione sarebbe salvo. Viene confermata la penalità, il Trapani retrocede con Livorno e Juve Stabia. A Perugia nel frattempo è stato richiamato Massimo Oddo, ed il Perugia il 10 agosto può scendere in campo per lo spareggio di andata a Pescara, dove si impongono gli abruzzesi (2-1), nel ritorno al Curi il 14 agosto si impone il Perugia (2-1), si giocano allora i supplementari restando sul (2-1), si va quindi a decidere il destino della stagione ai rigori, vinti (2-4) dal Pescara. Così dopo sei stagioni il Perugia ritorna in Serie C.

## Divise e sponsor
Lo sponsor tecnico per la stagione 2019-2020 è Frankie Garage. Sulle divise da gioco trovano spazio il main sponsor Officine Piccini e il second sponsor Vitakraft, oltreché il back sponsor Fortinfissi; sul pantaloncino è posto lo sponsor Mericat.

## Organigramma societario
Area direttiva
- Presidente: Massimiliano Santopadre
- Vicepresidente: Stefano Cruciani
- Direttore generale: Mauro Lucarini
- Segretario generale: Chiara Zuppardo
- Responsabili amministrazione: Sandro Angelo Paiano, Giancarlo Paiano
- Ufficio amministrativo: Chiara Cinelli
- Responsabili ufficio legale: Calo Calvieri, Gianluca Calvieri
- Direttore manutenzione impianti: Gianluca Bellucci

Area comunicazione e marketing
- Responsabile marketing: Marco Santoboni
- Responsabile commerciale: Stefano Politelli
- Responsabile ufficio stampa: Pietro Pallotti
- Sociali Media Manager: Giacomo Cangi
- Area marketing e commerciale: Giorgia Mastrini, Valentino Fronduti
- Supporter Liaison Officer: Massimiliano Rossi
- Responsabile biglietteria: Tiziana Barbetti

Area sportiva
- Responsabile area tecnica: Roberto Goretti
- Responsabile Scouting: Francesco Panfili
- Direttore sportivo: Marcello Pizzimenti
- Team Manager: Francesco Gaudenzi (fino al 17 giugno 2020), poi Valentino Fronduti[6]

Area tecnica
- Allenatore: Massimo Oddo (fino al 4 gennaio 2020), poi Serse Cosmi (fino al 19 luglio 2020), poi Massimo Oddo
- Allenatore in seconda: Marcello Donatelli (fino al 4 gennaio 2020), poi Fabio Bazzani (fino al 19 luglio 2020), poi Massimo Oddo
- Preparatori atletici: Andrea Arpili, (dal 5 gennaio 2020 al 19 luglio 2020) Manuel De Maria
- Collaboratore atletico: Stefano Fiore, Luca D'Angeli
- Preparatore dei portieri: Gianfranco Gagliardi
- Match Analyst: Salvatore Pollino (dal 5 gennaio 2020)

Area sanitaria
- Responsabile sanitario: Giuliano Cerulli
- Medici sociali: Michele Bisogni, Giuseppe De Angelis, Mauro Faleburle, Lamberto Boranga, Marco Martinelli, Riccardo Bogini
- Massofisioterapisti: Renzo Luchini, Mirco Lanari, Stefano Gigli
- Nutrizionista: Andrea Del Seppia
- Podologo: Daniele Roma
- Riatletizzatore: Gianluca Carboni

## Rosa
| N. |                    | Ruolo | Calciatore               |
| -- | ------------------ | ----- | ------------------------ |
| 1  | Italia (bandiera)  | P     | Guglielmo Vicario        |
| 2  | Italia (bandiera)  | D     | Aleandro Rosi (capitano) |
| 3  | Belgio (bandiera)  | D     | Mardochée Nzita          |
| 4  | Italia (bandiera)  | C     | Marco Carraro            |
| 5  | Croazia (bandiera) | D     | Matej Rodin              |
| 6  | Italia (bandiera)  | D     | Filippo Sgarbi           |
| 7  | Italia (bandiera)  | D     | Pasquale Mazzocchi       |
| 8  | Italia (bandiera)  | A     | Diego Falcinelli         |
| 9  | Italia (bandiera)  | A     | Pietro Iemmello          |
| 10 | Romania (bandiera) | C     | Vlad Dragomir            |
| 11 | Italia (bandiera)  | A     | Federico Melchiorri      |
| 12 | Italia (bandiera)  | P     | Lorenzo Ruggiero         |
| 13 | Spagna (bandiera)  | C     | Paolo Fernandes          |
| 14 | Italia (bandiera)  | C     | Hans Nicolussi Caviglia  |

| N. |                           | Ruolo | Calciatore         |
| -- | ------------------------- | ----- | ------------------ |
| 15 | Guinea (bandiera)         | C     | Amara Konate       |
| 16 | Romania (bandiera)        | D     | Romario Benzar     |
| 19 | Italia (bandiera)         | C     | Leandro Greco      |
| 20 | Croazia (bandiera)        | C     | Andrija Balić      |
| 21 | Stati Uniti (bandiera)    | A     | Giuseppe Barone    |
| 22 | Italia (bandiera)         | P     | Andrea Fulignati   |
| 25 | Italia (bandiera)         | D     | Nicola Falasco     |
| 26 | Italia (bandiera)         | C     | Marcello Falzerano |
| 27 | Italia (bandiera)         | D     | Gianluca Di Chiara |
| 28 | Costa d'Avorio (bandiera) | C     | Christian Kouan    |
| 29 | Italia (bandiera)         | A     | Christian Capone   |
| 32 | Slovacchia (bandiera)     | D     | Norbert Gyömbér    |
| 33 | Italia (bandiera)         | D     | Gabriele Angella   |
| 35 | Serbia (bandiera)         | D     | Slobodan Rajković  |

## Calciomercato

### Sessione estiva(dal 1/7 al 2/9)
| Acquisti | Acquisti           | Acquisti        | Acquisti      |
| R.       | Nome               | da              | Modalità      |
| -------- | ------------------ | --------------- | ------------- |
| P        | Andrea Fulignati   | Ascoli          | prestito      |
| D        | Gabriele Angella   | Udinese         | definitivo    |
| D        | Gianluca Di Chiara | Benevento       | prestito      |
| D        | Pierre-Yves Ngawa  | Foggia          | fine prestito |
| C        | Andrija Balić      | Udinese         | prestito      |
| C        | Marco Carraro      | Atalanta        | prestito      |
| C        | Paolo Fernandes    | Manchester City | prestito      |
| A        | Cristian Buonaiuto | Benevento       | fine prestito |
| A        | Christian Capone   | Atalanta        | prestito      |
| A        | Diego Falcinelli   | Bologna         | prestito      |
| A        | Pietro Iemmello    | Benevento       | prestito      |

| Cessioni | Cessioni               | Cessioni   | Cessioni      |
| R.       | Nome                   | a          | Modalità      |
| -------- | ---------------------- | ---------- | ------------- |
| P        | Gabriel                | Lecce      | definitivo    |
| D        | Michele Cremonesi      | SPAL       | fine prestito |
| D        | Gian Filippo Felicioli | Venezia    | definitivo    |
| D        | Jawad El Yamiq         | Genoa      | fine prestito |
| D        | Pierre-Yves Ngawa      | OH Lovanio | definitivo    |
| C        | Raffaele Bianco        | Bari       | definitivo    |
| C        | Kingsley Michael       | Bologna    | fine prestito |
| C        | Marco Moscati          | Trapani    | prestito      |
| C        | Valerio Verre          | Sampdoria  | fine prestito |
| A        | Han Kwang-song         | Cagliari   | fine prestito |
| A        | Luca Vido              | Atalanta   | fine prestito |

### Sessione invernale(dal 02/01 al 31/01)
| Acquisti | Acquisti          | Acquisti        | Acquisti                         |
| R.       | Nome              | da              | Modalità                         |
| -------- | ----------------- | --------------- | -------------------------------- |
| D        | Romario Benzar    | Lecce           | prestito con diritto di riscatto |
| A        | Jacopo Manconi    | Gubbio          | fine prestito                    |
| C        | Giuseppe Barone   | New York Cosmos | definitivo                       |
| C        | Leandro Greco     | Cosenza         | definitivo                       |
| D        | Slobodan Rajković |                 | svincolato                       |

| Cessioni | Cessioni       | Cessioni      | Cessioni |
| R.       | Nome           | a             | Modalità |
| -------- | -------------- | ------------- | -------- |
| A        | Jacopo Manconi | Giana Erminio | prestito |

## Risultati

### Serie B

#### Girone di andata
| Arbitro: | Pezzuto (Lecce) |

|                                 |           |               |
| Iemmello 45’ (rig.), 70’ (rig.) | Marcatori | 3’ Meggiorini |

| Arbitro: | Marini (Roma) |

|  |           |              |
|  | Marcatori | 66’ Iemmello |

| Perugia 14 settembre 2019, ore 15.00 CEST 3ª giornata | Perugia            | 0 – 0 referto | Juve Stabia | Stadio Renato Curi (8 522 spett.)\| Arbitro: \| Prontera (Bologna) \| |
| Arbitro:                                              | Prontera (Bologna) |               |             |                                                                       |

| Arbitro: | Ghersini (Genova) |

|                                    |           |                           |
| Capradossi 22’ M. Ricci 30’ (rig.) | Marcatori | 6’ Buonaiuto 90’ Iemmello |

| Arbitro: | Abbattista (Molfetta) |

|                                           |           |             |
| Iemmello 22’ (rig.), 34’ (rig.) Kouan 88’ | Marcatori | 2’ Paganini |

| Arbitro: | Fourneau (Roma) |

|                               |           |  |
| Frattesi 10’ Mancuso 13’, 87’ | Marcatori |  |

| Arbitro: | Ayroldi (Molfetta) |

|              |           |  |
| Iemmello 33’ | Marcatori |  |

| Arbitro: | Marinelli (Tivoli) |

|                |           |  |
| Armenteros 20’ | Marcatori |  |

| Arbitro: | Aureliano (Bologna) |

|                   |           |               |
| Kiyine 55’ (rig.) | Marcatori | 90’ Buonaiuto |

| Arbitro: | Ros (Pordenone) |

|                     |           |              |
| Iemmello 52’ (rig.) | Marcatori | 33’ Scamacca |

| Arbitro: | Pezzuto (Lecce) |

|                       |           |                                           |
| Mustacchio 58’, 90+4’ | Marcatori | 13’ Iemmello 53’ Melchiorri 65’ Di Chiara |

| Arbitro: | Maggioni (Lecco) |

|  |           |                      |
|  | Marcatori | 6’ D'Urso 45+2’ Diaw |

| Arbitro: | Robilotta (Sala Consilina) |

|                                      |           |  |
| Gavazzi 55’ Ciurria 62’ Mazzocco 87’ | Marcatori |  |

| Arbitro: | Ghersini (Genova) |

|                                     |           |              |
| Iemmello 20’, 69’ (rig.) Capone 34’ | Marcatori | 45+1’ Machin |

| Arbitro: | Fourneau (Roma) |

|                          |           |                           |
| Iemmello 18’ Falasco 65’ | Marcatori | 46’ Sciaudone 67’ Rivière |

| Arbitro: | Baroni (Firenze) |

|                         |           |              |
| Claiton 13’ Piccolo 76’ | Marcatori | 65’ Iemmello |

| Arbitro: | Camplone (Pescara) |

|                           |           |  |
| Capone 61’ Iemmello 90+4’ | Marcatori |  |

| Arbitro: | Marini (Roma) |

|                            |           |                                           |
| Luperini 23’ Pettinari 64’ | Marcatori | 62’ (rig.) Iemmello 85’ (rig.) Falcinelli |

| Arbitro: | Di Martino (Teramo) |

|  |           |                 |
|  | Marcatori | 25’ A. Montalto |

#### Girone di ritorno
| Arbitro: | Ros (Pordenone) |

|                                   |           |  |
| Ceter 89’ Meggiorini 90+5’ (rig.) | Marcatori |  |

| Arbitro: | Prontera (Bologna) |

|                |           |  |
| Melchiorri 29’ | Marcatori |  |

| Arbitro: | Minelli (Varese) |

|             |           |                                 |
| Canotto 25’ | Marcatori | 18’ (rig.), 71’ (rig.) Iemmello |

| Arbitro: | Aureliano (Bologna) |

|  |           |                                                   |
|  | Marcatori | 41’ (rig.) M. Ricci 60’ Nzola 73’ (rig.) F. Ricci |

| Arbitro: | Marinelli (Tivoli) |

|            |           |  |
| Rohdén 65’ | Marcatori |  |

| Arbitro: | Rapuano (Rimini) |

|  |           |              |
|  | Marcatori | 89’ Frattesi |

| Arbitro: | Serra (Torino) |

|          |           |  |
| Vido 54’ | Marcatori |  |

| Arbitro: | Ghersini (Genova) |

|                |           |                              |
| Melchiorri 90’ | Marcatori | 44’ Caldirola 78’ R. Insigne |

| Arbitro: | Sozza (Seregno) |

|               |           |  |
| Mazzocchi 22’ | Marcatori |  |

| Arbitro: | Sacchi (Macerata) |

|  |           |                        |
|  | Marcatori | 72’ Nicolussi Caviglia |

| Perugia 26 giugno 2020, ore 21:00 CEST 30ª giornata | Perugia             | 0 – 0 referto | Crotone | Stadio Renato Curi (0 spett.)\| Arbitro: \| Di Martino (Teramo) \| |
| Arbitro:                                            | Di Martino (Teramo) |               |         |                                                                    |

| Arbitro: | Illuzzi (Molfetta) |

|                             |           |  |
| Diaw 40’ (rig.), 56’ (rig.) | Marcatori |  |

| Arbitro: | Camplone (Pescara) |

|              |           |                         |
| Falzerano 6’ | Marcatori | 2’ Mazzocco 39’ Ciurria |

| Arbitro: | Prontera (Bologna) |

|                        |           |                              |
| Galano 12’ Maniero 23’ | Marcatori | 42’ Iemmello 45+1’ Buonaiuto |

| Arbitro: | Ghersini (Genova) |

|                       |           |                |
| Bruccini 12’ Báez 74’ | Marcatori | 78’ Falcinelli |

| Perugia 17 luglio 2020, ore 21:00 CEST 35ª giornata | Perugia          | 0 – 0 | Cremonese | Stadio Renato Curi (0 spett.)\| Arbitro: \| Minelli (Varese) \| |
| Arbitro:                                            | Minelli (Varese) |       |           |                                                                 |

| Arbitro: | Ros (Pordenone) |

|  |           |                            |
|  | Marcatori | 35’ Iemmello 43’ Buonaiuto |

| Arbitro: | Dionisi (L'Aquila) |

|                |           |                           |
| Falcinelli 26’ | Marcatori | 23’ Grillo 90+2’ Luperini |

| Arbitro: | Fourneau (Roma) |

|                                   |           |            |
| Aramu 42’ (rig.), 51’ Capello 65’ | Marcatori | 69’ Sgarbi |

#### Play-out
| Arbitro: | Marinelli (Tivoli) |

|                               |           |           |
| Galano 62’ Maniero 68’ (rig.) | Marcatori | 40’ Kouan |

| Arbitro: | Aureliano (Bologna) |

|                                      |                      |                                                |
| Kouan 18’ Melchiorri 40’             | Marcatori            | 15’ Pucciarelli                                |
| Mazzocchi Buonaiuto Iemmello Carraro | Tiri di rigore 2 – 4 | Busellato Galano Melegoni Memushaj Masciangelo |

### Coppa Italia

#### Turni eliminatori
| Arbitro: | Camplone (Pescara) |

|            |           |  |
| Sgarbi 28’ | Marcatori |  |

| Arbitro: | Piccinini (Forlì) |

|                              |           |                |
| Melchiorri 90’ Buonaiuto 98’ | Marcatori | 43’ Donnarumma |

| Arbitro: | Sozza (Seregno) |

|              |           |                                      |
| Bourabia 82’ | Marcatori | 10’ Mazzocchi 17’ Nicolussi Caviglia |

#### Fase finale
| Arbitro: | Massimi (Termoli) |

|                                   |           |  |
| L. Insigne 26’ (rig.), 38’ (rig.) | Marcatori |  |

## Statistiche

### Statistiche di squadra
Statistiche aggiornate al 10 luglio 2020.
| Competizione | Punti | In casa | In casa | In casa | In casa | In casa | In casa | In trasferta | In trasferta | In trasferta | In trasferta | In trasferta | In trasferta | Totale | Totale | Totale | Totale | Totale | Totale | DR  |     |
| Competizione | Punti | G       | V       | N       | P       | Gf      | Gs      | G            | V            | N            | P            | Gf           | Gs           | G      | V      | N      | P      | Gf     | Gs     | DR  |     |
| ------------ | ----- | ------- | ------- | ------- | ------- | ------- | ------- | ------------ | ------------ | ------------ | ------------ | ------------ | ------------ | ------ | ------ | ------ | ------ | ------ | ------ | --- | --- |
| Serie B      | 45    | 19      | 7       | 5       | 7       | 19      | 19      | 19           | 5            | 4            | 10           | 16           | 28           | 38     | 12     | 9      | 17     | 38     | 49     | -11 |     |
| Coppa Italia | -     | 2       | 2       | 0       | 0       | 3       | 1       | 2            | 1            | 0            | 1            | 2            | 3            | 4      | 3      | 0      | 1      | 5      | 4      | +1  |     |
| Totale       | 41    | 19      | 21      | 4       | 5       | 7       | 22      | 20           | 21           | 6            | 9            | 11           | 18           | 31     | 42     | 15     | 9      | 18     | 43     | 53  | -10 |

### Andamento in campionato
| Giornata  | 1 | 2 | 3 | 4 | 5 | 6 | 7 | 8 | 9 | 10 | 11 | 12 | 13 | 14 | 15 | 16 | 17 | 18 | 19 | 20 | 21 | 22 | 23 | 24 | 25 | 26 | 27 | 28 | 29 | 30 | 31 | 32 | 33 | 34 | 35 | 36 | 37 | 38 |
| --------- | - | - | - | - | - | - | - | - | - | -- | -- | -- | -- | -- | -- | -- | -- | -- | -- | -- | -- | -- | -- | -- | -- | -- | -- | -- | -- | -- | -- | -- | -- | -- | -- | -- | -- | -- |
| Luogo     | C | T | C | T | C | T | C | T | T | C  | T  | C  | T  | C  | C  | T  | C  | T  | C  | T  | C  | T  | C  | T  | C  | T  | C  | C  | T  | C  | T  | C  | T  | T  | C  | T  | C  | T  |
| Risultato | V | V | N | N | V | P | V | P | N | N  | V  | P  | P  | V  | N  | P  | V  | N  | P  | P  | V  | V  | P  | P  | P  | P  | P  | V  | V  | N  | P  | P  | N  | P  | N  | V  | P  | P  |
| Posizione | 7 | 2 | 4 | 6 | 3 | 6 | 5 | 5 | 6 | 6  | 2  | 6  | 8  | 5  | 6  | 9  | 4  | 6  | 8  | 10 | 8  | 7  | 9  | 11 | 11 | 13 | 13 | 12 | 10 | 12 | 12 | 12 | 12 | 15 | 15 | 15 | 15 | 16 |

Fonte:  Serie B, su calcio.com.
Legenda:

Luogo: C = Casa; T = Trasferta. Risultato: V = Vittoria; N = Pareggio; P = Sconfitta.